# Дејшут Ривер Вудс (Орегон)
Дејшут Ривер Вудс (енгл. Deschutes River Woods) насељено је место без административног статуса у америчкој савезној држави Орегон.

## Демографија
По попису из 2010. године број становника је 5.077, што је 446 (9,6%) становника више него 2000. године.
| Група             | 2000.         | 2010.         |
| Белци             | 4.359 (94,1%) | 4.576 (90,1%) |
| Афроамериканци    | 12 (0,3%)     | 18 (0,4%)     |
| Азијати           | 16 (0,3%)     | 16 (0,3%)     |
| Хиспаноамериканци | 151 (3,3%)    | 308 (6,1%)    |
| Укупно            | 4.631         | 5.077         |